# Osmoxylon luzoniense
Osmoxylon luzoniense är en araliaväxtart som först beskrevs av Elmer Drew Merrill, och fick sitt nu gällande namn av William Raymond Philipson. Osmoxylon luzoniense ingår i släktet Osmoxylon och familjen Araliaceae. Inga underarter finns listade.